# Basketbal op de Olympische Zomerspelen 2008
Basketbal is een van de sporten die beoefend werden tijdens de Olympische Zomerspelen 2008 in Peking. De wedstrijden werden gehouden van 9 augustus tot 24 augustus in het Wukesong Indoor Stadium.

## Deelnemers
Er zouden in totaal 24 teams deelnemen aan de Spelen, waarvan 12 mannelijke en 12 vrouwelijke teams. Elk Nationaal Olympisch Comité mocht maximaal één mannelijk en één vrouwelijk team afvaardigen aan de kwalificatietoernooien. De teams dienen uit 12 spelers te bestaan.

## Mannen

### Voorronde

#### Groep A
| Datum       | Lokale tijd | MEZT  | Land       | Score    | Land       |
| ----------- | ----------- | ----- | ---------- | -------- | ---------- |
| 10 augustus | 09:00       | 03:00 | Rusland    | 71 - 49  | Iran       |
| 10 augustus | 16:45       | 10:45 | Litouwen   | 79 - 75  | Argentinië |
| 10 augustus | 20:00       | 14:00 | Australië  | 82 - 97  | Kroatië    |
| 12 augustus | 09:00       | 03:00 | Iran       | 67 - 99  | Litouwen   |
| 12 augustus | 11:15       | 05:15 | Kroatië    | 85 - 78  | Rusland    |
| 12 augustus | 22:15       | 16:15 | Argentinië | 85 - 68  | Australië  |
| 14 augustus | 11:15       | 05:15 | Australië  | 106 - 68 | Iran       |
| 14 augustus | 16:45       | 10:45 | Litouwen   | 86 - 79  | Rusland    |
| 14 augustus | 22:15       | 16:15 | Argentinië | 77 - 53  | Kroatië    |
| 16 augustus | 11:15       | 05:15 | Rusland    | 80 - 95  | Australië  |
| 16 augustus | 14:30       | 08:30 | Kroatië    | 73 - 86  | Litouwen   |
| 16 augustus | 16:45       | 10:45 | Iran       | 82 - 97  | Argentinië |
| 18 augustus | 09:00       | 03:00 | Iran       | 57 - 91  | Kroatië    |
| 18 augustus | 11:15       | 05:15 | Australië  | 106 - 75 | Litouwen   |
| 18 augustus | 22:15       | 16:15 | Argentinië | 91 - 79  | Rusland    |

| Groep A |            |             |             |             |            |            |            |        |
| Nr.     | Land       | Wedstrijden | Wedstrijden | Wedstrijden | Doelpunten | Doelpunten | Doelpunten | Punten |
| Nr.     | Land       | G           | W           | V           | V          | T          | Saldo      | Punten |
| 1       | Litouwen   | 5           | 4           | 1           | 425        | 400        | +25        | 9      |
| 2       | Argentinië | 5           | 4           | 1           | 425        | 361        | +64        | 9      |
| 3       | Kroatië    | 5           | 3           | 2           | 399        | 380        | +19        | 8      |
| 4       | Australië  | 5           | 3           | 2           | 457        | 405        | +52        | 8      |
| 5       | Rusland    | 5           | 1           | 4           | 387        | 406        | -19        | 6      |
| 6       | Iran       | 5           | 0           | 5           | 323        | 464        | -141       | 5      |

#### Groep B
| Datum       | Lokale tijd | MEZT  | Land             | Score        | Land             |
| ----------- | ----------- | ----- | ---------------- | ------------ | ---------------- |
| 10 augustus | 11:15       | 05:15 | Duitsland        | 95 - 66      | Angola           |
| 10 augustus | 14:30       | 08:30 | Spanje           | 81 - 66      | Griekenland      |
| 10 augustus | 22:15       | 16:15 | Verenigde Staten | 101 - 70     | China            |
| 12 augustus | 14:30       | 08:30 | Griekenland      | 87 - 64      | Duitsland        |
| 12 augustus | 16:45       | 10:45 | China            | 75 - 85 (nv) | Spanje           |
| 12 augustus | 20:00       | 14:00 | Angola           | 76 - 97      | Verenigde Staten |
| 14 augustus | 09:00       | 03:00 | Duitsland        | 59 - 72      | Spanje           |
| 14 augustus | 14:30       | 08:30 | Angola           | 68 - 85      | China            |
| 14 augustus | 20:00       | 14:00 | Verenigde Staten | 92 - 69      | Griekenland      |
| 16 augustus | 09:00       | 03:00 | Griekenland      | 102 - 61     | Angola           |
| 16 augustus | 20:00       | 14:00 | China            | 59 - 55      | Duitsland        |
| 16 augustus | 22:15       | 16:15 | Spanje           | 82 - 119     | Verenigde Staten |
| 18 augustus | 14:30       | 08:30 | Griekenland      | 91 - 77      | China            |
| 18 augustus | 16:45       | 10:45 | Angola           | 50 - 98      | Spanje           |
| 18 augustus | 20:00       | 14:00 | Verenigde Staten | 106 - 57     | Duitsland        |

| Groep B |                  |             |             |             |            |            |            |        |
| Nr.     | Land             | Wedstrijden | Wedstrijden | Wedstrijden | Doelpunten | Doelpunten | Doelpunten | Punten |
| Nr.     | Land             | G           | W           | V           | V          | T          | Saldo      | Punten |
| 1       | Verenigde Staten | 5           | 5           | 0           | 515        | 354        | +161       | 10     |
| 2       | Spanje           | 5           | 4           | 1           | 418        | 369        | +49        | 9      |
| 3       | Griekenland      | 5           | 3           | 2           | 415        | 375        | +40        | 8      |
| 4       | China            | 5           | 2           | 3           | 366        | 400        | -34        | 7      |
| 5       | Duitsland        | 5           | 1           | 4           | 330        | 390        | -60        | 6      |
| 6       | Angola           | 5           | 0           | 5           | 321        | 477        | -156       | 5      |

### Kwartfinales
| Datum       | Lokale tijd | MEZT  | Land             | Score    | Land        |
| ----------- | ----------- | ----- | ---------------- | -------- | ----------- |
| 20 augustus | 14:30       | 08:30 | Spanje           | 72 - 59  | Kroatië     |
| 20 augustus | 16:45       | 10:45 | Litouwen         | 94 - 68  | China       |
| 20 augustus | 20:00       | 14:00 | Verenigde Staten | 116 - 85 | Australië   |
| 20 augustus | 22:15       | 16:15 | Argentinië       | 80 - 78  | Griekenland |

### Halve Finales
| Datum       | Lokale tijd | MEZT  | Land       | Score    | Land             |
| ----------- | ----------- | ----- | ---------- | -------- | ---------------- |
| 22 augustus | 20:00       | 14:00 | Spanje     | 91 - 86  | Litouwen         |
| 22 augustus | 22:15       | 16:15 | Argentinië | 81 - 101 | Verenigde Staten |

### Bronzen Finale
| Datum       | Lokale tijd | MEZT  | Land     | Score   | Land       |
| ----------- | ----------- | ----- | -------- | ------- | ---------- |
| 24 augustus | 12:00       | 06:00 | Litouwen | 75 - 87 | Argentinië |

### Finale
| Datum       | Lokale tijd | MEZT  | Land   | Score     | Land             |
| ----------- | ----------- | ----- | ------ | --------- | ---------------- |
| 24 augustus | 14:30       | 08:30 | Spanje | 107 - 118 | Verenigde Staten |

### Eindrangschikking
| Goud | Zilver | Brons | 4 |
| Verenigde Staten Carlos Boozer Jason Kidd LeBron James Deron Williams Michael Redd Dwyane Wade Kobe Bryant Dwight Howard Chris Bosh Chris Paul Tayshaun Prince Carmelo Anthony                                                                      | Spanje Pau Gasol Rudy Fernández Ricky Rubio Juan Carlos Navarro José Calderón Felipe Reyes Carlos Jiménez Raúl López Berni Rodríguez Marc Gasol Álex Mumbrú Jorge Garbajosa         | Argentinië Luis Scola Manu Ginóbili Román González Fabricio Oberto Pablo Prigioni Antonio Porta Carlos Delfino Paolo Quinteros Leonardo Gutiérrez Andrés Nocioni Juan Pedro Gutiérrez Federico Kammerichs | Litouwen Rimantas Kaukėnas Mindaugas Lukauskis Jonas Mačiulis Darjuš Lavrinovič Ramūnas Šiškauskas Marius Prekevičius Simas Jasaitis Linas Kleiza Kšyštof Lavrinovič Šarūnas Jasikevičius Marijonas Petravičius Robertas Javtokas |
| 5 | 6 | 7 | 8 |
| Griekenland Theodoros Papaloukas Yiannis Bourousis Nikolaos Zisis Vasileios Spanoulis Panagiotis Vasilopoulos Antonis Fotsis Giorgos Printezis Andreas Glyniadakis Kostas Tsartsaris Dimitris Diamantidis Sofoklis Schortsanitis Michalis Pelekanos | Kroatië Roko Ukić Davor Kus Marko Popović Marin Rozić Nikola Prkačin Marko Tomas Zoran Planinić Sandro Nicević Damjan Rudež Marko Banić Krešimir Lončar Stanko Barać                | Australië Chris Anstey Patrick Mills Andrew Bogut Joe Ingles Brad Newley C. J. Bruton David Barlow Mark Worthington Glen Saville David Andersen Matthew Nielsen Shawn Redhage                             | China Chen Jianghua Liu Wei Zhang Qingpeng Wang Shipeng Zhu Fangyu Sun Yue Li Nan Yi Jianlian Wang Lei Yao Ming Wang Zhizhi Du Feng                                                                                               |
| 9 | 10 | 11 | 12 |
| Rusland Andrej Vorontsevitsj Jon Robert Holden Sergej Bykov Andrej Kirilenko Nikita Morgoenov Pjotr Samojlenko Viktor Chrjapa Zachar Pasjoetin Sergej Monja Vitali Fridzon Aleksej Savrasjenko Viktor Kejroe                                        | Duitsland Tim Ohlbrecht Philip Zwiener Sven Schultze Robert Garrett Konrad Wysocki Steffen Hamann Demond Greene Pascal Roller Chris Kaman Patrick Femerling Dirk Nowitzki Jan Jagla | Iran Ali Doraghi Amir Amini Javad Davari Mehdi Kamrani Saeid Davarpanah Iman Zandi Hamed Afagh Hamed Sohrabnejad Oshin Sahakian Mousa Nabipour Samad Nikkhah Bahrami Hamed Haddadi                        | Angola Olimpio Cipriano Armando Costa Carlos Morais Milton Barros Luis Costa Vladimir Geronimo Joaquim Gomes Felizardo Ambrosio Abdel Aziz Moussa Carlos Almeida Leonel Paulo Eduardo Mingas                                      |

## Vrouwen

### Voorronde

#### Groep A
| Datum       | Lokale tijd | MEZT  | Land        | Score        | Land        |
| ----------- | ----------- | ----- | ----------- | ------------ | ----------- |
| 9 augustus  | 09:00       | 03:00 | Wit-Rusland | 64 - 83      | Australië   |
| 9 augustus  | 16:45       | 10:45 | Brazilië    | 62 - 68 (nv) | Zuid-Korea  |
| 9 augustus  | 22:15       | 16:15 | Rusland     | 62 - 57      | Letland     |
| 11 augustus | 14:30       | 08:30 | Zuid-Korea  | 72 - 77      | Rusland     |
| 11 augustus | 16:45       | 10:45 | Letland     | 57 - 79      | Wit-Rusland |
| 11 augustus | 22:15       | 16:15 | Australië   | 80 - 65      | Brazilië    |
| 13 augustus | 09:00       | 03:00 | Wit-Rusland | 65 - 71      | Rusland     |
| 13 augustus | 14:30       | 08:30 | Brazilië    | 78 - 79      | Letland     |
| 13 augustus | 20:00       | 14:00 | Australië   | 90 - 62      | Zuid-Korea  |
| 15 augustus | 11:15       | 05:15 | Letland     | 73 - 96      | Australië   |
| 15 augustus | 14:30       | 08:30 | Rusland     | 74 - 64      | Brazilië    |
| 15 augustus | 22:15       | 16:15 | Zuid-Korea  | 53 - 63      | Wit-Rusland |
| 17 augustus | 11:15       | 05:15 | Australië   | 75 - 55      | Rusland     |
| 17 augustus | 14:30       | 08:30 | Letland     | 68 - 72      | Zuid-Korea  |
| 17 augustus | 16:45       | 10:45 | Brazilië    | 68 - 53      | Wit-Rusland |

| Groep A |             |             |             |             |            |            |            |        |
| Nr.     | Land        | Wedstrijden | Wedstrijden | Wedstrijden | Doelpunten | Doelpunten | Doelpunten | Punten |
| Nr.     | Land        | G           | W           | V           | V          | T          | Saldo      | Punten |
| 1       | Australië   | 5           | 5           | 0           | 424        | 319        | +105       | 10     |
| 2       | Rusland     | 5           | 4           | 1           | 339        | 333        | +6         | 9      |
| 3       | Wit-Rusland | 5           | 2           | 3           | 324        | 332        | -8         | 7      |
| 4       | Zuid-Korea  | 5           | 2           | 3           | 327        | 360        | -33        | 7      |
| 5       | Letland     | 5           | 1           | 4           | 334        | 387        | -53        | 6      |
| 6       | Brazilië    | 5           | 1           | 4           | 337        | 354        | -17        | 6      |

#### Groep B
| Datum       | Lokale tijd | MEZT  | Land             | Score    | Land             |
| ----------- | ----------- | ----- | ---------------- | -------- | ---------------- |
| 9 augustus  | 11:15       | 05:15 | Mali             | 72 - 76  | Nieuw-Zeeland    |
| 9 augustus  | 14:30       | 08:30 | Spanje           | 64 - 67  | China            |
| 9 augustus  | 20:00       | 14:00 | Verenigde Staten | 97 - 57  | Tsjechië         |
| 11 augustus | 09:00       | 03:00 | Nieuw-Zeeland    | 62 - 85  | Spanje           |
| 11 augustus | 11:15       | 05:15 | Tsjechië         | 81 - 47  | Mali             |
| 11 augustus | 20:00       | 14:00 | China            | 63 - 108 | Verenigde Staten |
| 13 augustus | 11:15       | 05:15 | Spanje           | 74 - 55  | Tsjechië         |
| 13 augustus | 16:45       | 10:45 | Nieuw-Zeeland    | 63 - 80  | China            |
| 13 augustus | 22:15       | 16:15 | Mali             | 41 - 97  | Verenigde Staten |
| 15 augustus | 09:00       | 03:00 | Tsjechië         | 90 - 59  | Nieuw-Zeeland    |
| 15 augustus | 16:45       | 10:45 | China            | 69 - 48  | Mali             |
| 15 augustus | 20:00       | 14:00 | Verenigde Staten | 93 - 55  | Spanje           |
| 17 augustus | 09:00       | 03:00 | Spanje           | 79 - 47  | Mali             |
| 17 augustus | 20:00       | 14:00 | Tsjechië         | 63 - 79  | China            |
| 17 augustus | 22:15       | 16:15 | Nieuw-Zeeland    | 60 - 96  | Verenigde Staten |

| Groep B |                  |             |             |             |            |            |            |        |
| Nr.     | Land             | Wedstrijden | Wedstrijden | Wedstrijden | Doelpunten | Doelpunten | Doelpunten | Punten |
| Nr.     | Land             | G           | W           | V           | V          | T          | Saldo      | Punten |
| 1       | Verenigde Staten | 5           | 5           | 0           | 491        | 276        | +215       | 10     |
| 2       | China            | 5           | 4           | 1           | 358        | 346        | +12        | 9      |
| 3       | Spanje           | 5           | 3           | 2           | 357        | 324        | +33        | 8      |
| 4       | Tsjechië         | 5           | 2           | 3           | 346        | 356        | -10        | 7      |
| 5       | Nieuw-Zeeland    | 5           | 1           | 4           | 320        | 423        | -103       | 6      |
| 6       | Mali             | 5           | 0           | 5           | 255        | 402        | -147       | 5      |

### Kwartfinales
| Datum       | Lokale tijd | MEZT  | Land             | Score    | Land        |
| ----------- | ----------- | ----- | ---------------- | -------- | ----------- |
| 19 augustus | 14:30       | 08:30 | China            | 77 - 62  | Wit-Rusland |
| 19 augustus | 16:45       | 10:45 | Australië        | 79 - 46  | Tsjechië    |
| 19 augustus | 20:00       | 14:00 | Verenigde Staten | 104 - 60 | Zuid-Korea  |
| 19 augustus | 22:15       | 16:15 | Rusland          | 84 - 65  | Spanje      |

### Halve finales
| Datum       | Lokale tijd | MEZT  | Land    | Score   | Land             |
| ----------- | ----------- | ----- | ------- | ------- | ---------------- |
| 21 augustus | 20:00       | 14:00 | Rusland | 52 - 67 | Verenigde Staten |
| 21 augustus | 22:15       | 16:15 | China   | 56 - 90 | Australië        |

### Bronzen finale
| Datum       | Lokale tijd | MEZT  | Land  | Score   | Land    |
| ----------- | ----------- | ----- | ----- | ------- | ------- |
| 23 augustus | 19:30       | 13:30 | China | 81 - 94 | Rusland |

### Finale
| Datum       | Lokale tijd | MEZT  | Land      | Score   | Land             |
| ----------- | ----------- | ----- | --------- | ------- | ---------------- |
| 23 augustus | 22:00       | 16:00 | Australië | 65 - 92 | Verenigde Staten |

### Eindrangschikking
| Goud | Zilver | Brons | 4 |
| Verenigde Staten Seimone Augustus Sue Bird Tamika Catchings Sylvia Fowles Kara Lawson Lisa Leslie DeLisha Milton-Jones Candace Parker Cappie Pondexter Katie Smith Diana Taurasi Tina Thompson        | Australië Erin Phillips Tully Bevilaqua Jennifer Screen Penny Taylor Suzy Batkovic Hollie Grima Kristi Harrower Laura Summerton Belinda Snell Emma Randall Rohanee Cox Lauren Jackson                                                | Rusland Marina Koezina Oksana Rachmatoelina Natalja Vodopjanova Becky Hammon Marina Karpoenina Tatjana Sjtsjegoleva Ilona Korstin Maria Stepanova Jekaterina Lisina Irina Sokolovskaja Svetlana Abrosimova Irina Osipova                                                                                                | China Song Xiaoyun Bian Lan Zhang Hanlan Zhang Wei Miao Lijie Zhang Yu Sui Feifei Shao Tingting Chen Xiaoli Liu Dan Zhang Xiaoni Chen Nan                                                               |
| 5 | 6 | 7 | 8 |
| Spanje Laura Nicholls González Cindy-Orquidea Lima Tamara Abalde Isabel Sánchez Maria-Lucia Pascua Laia Palau Elisa Aguilar Nuria Martínez Anna Montañana Amaya Valdemoro Maria Revuelto Alba Torrens | Wit-Rusland Volha Padabed Olga Masilionene Katsjaryna Snytsina Viktoryia Hasper Tatsiana Likhtarovich Natallia Anufryienka Anastasija Veremejenko Alena Levtsjanka Natallja Martsjanka Tatyana Troina Nataliya Trafimava Maryna Kres | Tsjechië Jana Vesela Ivana Vecerova Romana Hejdova Michaela Hartigova Michaela Uhrova Hana Machova Edita Sujanova Romana Stehlikova Marketa Mokrosova Petra Kulichova Katerina Elhotova Eva Viteckova | Zuid-Korea Kim Yeong-Ok Lee Mi-sun Choi Youn-Ah Jin Mi-Jung Lee Jong-Ae Jung Sun-Min Beon Yeon-Ha Park Jung-Eun Ha Eun-Joo Kim Jung-Eun Kim Kwer-Yong Sin Jung-Ja                                       |
| 9 | 10 | 11 | 12 |
| Letland Elīna Babkina Anda Eibele Zane Eglīte Zane Tamane Gunta Baško Liene Jansone Anete Jēkabsone-Žogota Aija Putniņa Dita Krūmberga Ieva Tāre Ieva Kubliņa Aija Brumermane                         | Nieuw-Zeeland Charmian Purcell Noni Wharemate Angela Marino Micaela Cocks Natalie Purcell Suzie Bates Lisa Wallbutton Kate McMeeken-Ruscoe Jessica McCormack Clare Bodensteiner Jillian Harmon Aneka Kerr                            | Brazilië Adriana Moisés Pinto Karla Cristina Martins da Costa Karen Gustavo Rocha Micaela Martins Jacintho Fernanda Neves Beling Cláudia Maria das Neves Jucimara Evangelista Dantas Soeli Garvão Zakrzeski Patricia de Oliveira Ferreira Franciele Aparecida Nascimento Graziane de Jesus Coelho Kelly da Silva Santos | Mali Kadiatou Toure Nassira Traore Mariatou Diarra Fatoumata Bagayoko Diana Leo Gandega Hamchétou Maïga Kadiatou Kanoute Diéné Diawara Nagnouma Coulibaly Meiya Tirera Aminata Sininta Djenebou Sissoko |

## Medaillespiegel
| Plaats | Land             | NOC    | Goud | Zilver | Brons | Totaal |
| ------ | ---------------- | ------ | ---- | ------ | ----- | ------ |
| 1      | Verenigde Staten | USA    | 2    | 0      | 0     | 2      |
| 2      | Australië        | AUS    | 0    | 1      | 0     | 1      |
| 2      | Spanje           | ESP    | 0    | 1      | 0     | 1      |
| 4      | Argentinië       | ARG    | 0    | 0      | 1     | 1      |
| 4      | Rusland          | RUS    | 0    | 0      | 1     | 1      |
| Totaal | Totaal           | Totaal | 2    | 2      | 2     | 6      |

St. Louis 1904 · Berlijn 1936 · Londen 1948 · Helsinki 1952 · Melbourne 1956 · Rome 1960 · Tokio 1964 · Mexico-Stad 1968 · München 1972 · Montréal 1976 · Moskou 1980 · Los Angeles 1984 · Seoel 1988 · Barcelona 1992 · Atlanta 1996 · Sydney 2000 · Athene 2004 · Peking 2008 · Londen 2012 · Rio de Janeiro 2016 · Tokio 2020 · Parijs 2024 · Los Angeles 2028
Medaillewinnaars 
atletiek · badminton · basketbal · boksen · boogschieten · gewichtheffen · gymnastiek · handbal · hockey · honkbal · judo · kanovaren · moderne vijfkamp · paardensport · roeien · schermen · schietsport · schoonspringen · softbal · synchroonzwemmen · taekwondo · tafeltennis · tennis · triatlon · voetbal · volleybal · waterpolo · wielersport · worstelen · zeilen · zwemmen